# Floridsdorfer Athletiksport-Club 2014-2015

## Rosa
| N. |                                 | Ruolo | Calciatore            |
| -- | ------------------------------- | ----- | --------------------- |
| 1  | Austria (bandiera)              | P     | Rene Swete            |
| 3  | Austria (bandiera)              | D     | Alois Prohaska        |
| 4  | Austria (bandiera)              | D     | Oliver Mohr           |
| 5  | Serbia (bandiera)               | D     | Aleksandar Milenkovic |
| 6  | Austria (bandiera)              | D     | Andreas Bauer         |
| 7  | Austria (bandiera)              | C     | Patrick Haas          |
| 8  | Austria (bandiera)              | C     | Sascha Viertl         |
| 9  | Austria (bandiera)              | A     | Michael Pittnauer     |
| 10 | Austria (bandiera)              | A     | Martin Demic          |
| 11 | Bosnia ed Erzegovina (bandiera) | C     | Arvedin Terzic        |
| 12 | Austria (bandiera)              | C     | Daniel Maurer         |
| 13 | Austria (bandiera)              | C     | Sargon Duran          |

| N. |                    | Ruolo | Calciatore            |
| -- | ------------------ | ----- | --------------------- |
| 14 | Austria (bandiera) | C     | Mehmet Sütcü          |
| 15 | Austria (bandiera) | C     | Alexander Al Sarrag   |
| 16 | Austria (bandiera) | A     | Daniel Randak         |
| 17 | Austria (bandiera) | D     | Philipp Steiner       |
| 18 | Austria (bandiera) | C     | Furkan Aydogdu        |
| 19 | Austria (bandiera) | C     | Martin Stehlik        |
| 20 | Austria (bandiera) | A     | Lukas Mössner         |
| 21 | Austria (bandiera) | P     | Alexander Toninger    |
| 22 | Turchia (bandiera) | D     | İlkay Durmuş          |
| 24 | Austria (bandiera) | D     | Christian Haselberger |
| 25 | Austria (bandiera) | A     | Mirnel Sadović        |
| 26 | Croazia (bandiera) | A     | Darijo Pecirep        |